# Andreas Winterhalder
Andreas Winterhalder (* 25. November 1985) ist ein ehemaliger deutscher Kinderdarsteller.

## Leben
Andreas Winterhalder wuchs in Breitnau in Baden-Württemberg auf. Er ist ein Neffe von Dieter Thoma bzw. ein Großneffe von Georg Thoma.
Nachdem mit ihm Probeaufnahmen gemacht worden waren, stellte er im Kleinkindalter in der ZDF-Serie Die Schwarzwaldklinik von 1986 bis 1989 die Rolle des Benjamin Brinkmann dar, welcher der Sohn von Prof. Klaus Brinkmann (Klausjürgen Wussow) und Dr. Christa Brinkmann (Gaby Dohm) war. Bei den Dreharbeiten war stets seine Mutter anwesend. Für das an Weihnachten des Jahres 1991 erstausgestrahlte TV-Special Das größte Fest des Jahres – Weihnachten bei unseren Fernsehfamilien kehrte Winterhalder nochmals in seine alte Rolle zurück. In den beiden Filmen Die nächste Generation und Neue Zeiten aus dem Jahr 2005 wurde die Rolle des inzwischen erwachsen gewordenen Dr. Benjamin Brinkmann dann von Alexander Wussow gespielt.
Winterhalder war danach nicht wieder als Schauspieler vor der Kamera tätig. Nach seinem Schulabschluss absolvierte er eine Berufsausbildung. In den Jahren 2006/2007 war er zudem als Fußballspieler beim Fußballverein SF Elzach-Yach aktiv. Andreas Winterhalder ist mittlerweile als Lehrer für Geographie und Chemie an der Freien Waldorfschule Balingen tätig.

## Filmografie
- 1986–1989: Die Schwarzwaldklinik (Fernsehserie)
- 1991: Das größte Fest des Jahres – Weihnachten bei unseren Fernsehfamilien (TV-Special)